# Vauville (Manche)
Vauville is een plaats en voormalige gemeente in het Franse departement Manche in de regio Normandië. De plaats maakt deel uit van het arrondissement Cherbourg.

## Geschiedenis
In 1948 werd in het park van het plaatselijke kasteel een botanische tuin van 4,5 hectare ingericht. Deze tuin is sinds 1992 beschermd op de supplementaire inventaris van historische monumenten.
Toen het kanton Beaumont-Hague op 22 maart 2015 werd opgeheven gingen de gemeenten op in het op die dag opgerichte kanton La Hague, dat verder alleen Querqueville omvatte. Op 1 januari 2017 fuseerden de gemeenten van het voormalige kanton tot de huidige commune nouvelle La Hague.

## Geografie
De oppervlakte van Vauville bedraagt 16,2 km², de bevolkingsdichtheid is 22,4 inwoners per km². Vauville heeft een strand van 11 kilometer. Achter het strand en een duinenrij bevindt zich een zoetwatermoeras dat beschermd is als Réserve naturelle nationale.
De onderstaande kaart toont de ligging van Vauville (Manche) met de belangrijkste infrastructuur en aangrenzende gemeenten.

## Demografie
Onderstaande figuur toont het verloop van het inwonertal (bron: INSEE-tellingen).

Acqueville · Auderville · Beaumont-Hague · Biville · Branville-Hague · Digulleville · Éculleville · Flottemanville-Hague · Gréville-Hague · Herqueville · Jobourg · Landemer · Nacqueville · Omonville-la-Petite · Omonville-la-Rogue · Sainte-Croix-Hague · Saint-Germain-des-Vaux · Tonneville · Urville-Hague · Vasteville · Vauville